# Телефонистки
«Телефони́стки» (исп. Las chicas del cable) — испанский историко-драматический телесериал. Первый сезон из 16-ти эпизодов был выпущен двумя частями по восемь эпизодов; первая часть из восьми эпизодов стала доступна онлайн на платформе Netflix 28 апреля 2017 года. Второй сезон стал доступен в 25 декабря 2017 года, а третий сезон — 7 сентября 2018 года. Сериал был продлён на четвёртый сезон с премьерой в 2019 году. Первая часть пятого сезона вышла на платформе Netflix 14 февраля 2020 года.

## Сюжет
В 1928 году в Мадриде начинает действовать современная телекоммуникационная компания. Сериал рассказывает о жизни четырёх молодых женщин после их переезда в город для работы в этой компании.

## В ролях
- Бланка Суарес — Альба Ромеро / Лидия Агилар
- Йон Гонсалес — Франсиско Гомес
- Ана Фернандес — Карлота Родригес Родригес де Сениллоса
- Мэгги Сивантос — Анхелес Видал
- Надя де Сантьяго — Мария Инмакулада «Марга» Суарес
- Мартин Ривас — Карлос Сифуентес
- Ана Полвороса — Сара Миллан
- Серхио Мур — Марио
- Борха Луна — Мигель Паскуаль
- Нико Ромеро — Пабло
- Ирия дель Рио — Каролина
- Анхела Кремонте — Элиса Сифуентес
- Карлос Каниовски — инспектор Белтран
- Конча Веласко — дона Кармен Сифуентес